# Euchalinus pulchripes
Euchalinus pulchripes är en stekelart som först beskrevs av Szepligeti 1916.  Euchalinus pulchripes ingår i släktet Euchalinus och familjen brokparasitsteklar. Inga underarter finns listade i Catalogue of Life.